# Народный оперный театр (Таганрог)
Народный оперный театр — самодеятельный коллектив, существовавший при таганрогском Дворце культуры комбайнового завода с 1958 по 1992 год.

## История
Впервые народный оперный театр в Таганроге был создан в 1923 году на базе музыкального техникума преподавателями И. Ф. Чангли-Чайкиным, О. И. Донцовой и Е. С. Водолага. В 1924 году была поставлена опера «Кармен» Жоржа Бизе, в 1927 — «Фауст» Шарля Гуно.
В 1947 году на базе таганрогского Дома учителя пианистом и вокалистом Иваном Федоровичем Чангли-Чайкиным был создан самодеятельный коллектив из одарённых певцов, его учеников: А. Агуреева, Т. Покатило, Н. Петровой, Ж. Хлебниковой, И. Хлебникова, А. Ларина, Е. Манюхина, Ф. Новикова, И. Филиппова, А. Воробьёва, А. Геворковой, А. Гладкова и других. Артисты работали над сценами и ариями из опер «Демон» А. Г. Рубинштейна, «Аида» Д. Верди, «Мазепа» П. И. Чайковского и другими.
В 1958 году коллектив, возглавляемый Чангли-Чайкиным, был приглашён руководством Дворца культуры комбайнового завода для подготовки и постановки полномасштабных опер. За постановку оперы П. И. Чайковского «Евгений Онегин» самодеятельный оперный театр ДК в 1959 году получил звание «Народного».
В 1965 году 150 артистов, хор, балет, обслуживающий персонал, гастролировали в Москве и дали 3 спектакля: в Кремлёвском дворце, во Дворце культуры завода им. Лихачёва и Центральном доме культуры железнодорожников.
В 1981 году была поставлена мини-опера Иосифа Прибика «Антрепренёр под диваном» по рассказу А. П. Чехова. Эту оперу транслировали по Ростовскому телевидению.
Последняя крупная постановка народного оперного театра состоялась в 1991 году. Это была опера «Запорожец за Дунаем» С. С. Гулак-Артемовского. После этого практиковались только концерты солистов оперы.
Театр просуществовал до 1992 года.

## Осуществлённые постановки

### Оперы
- «Аида», Д. Верди.
- «Алеко», С. В. Рахманинов.
- «Антрепренёр под диваном», И. В. Прибик
- «Евгений Онегин», П. И. Чайковский.
- «Запорожец за Дунаем», С. С. Гулак-Артемовский.
- «Иоланта», П. И. Чайковский.
- «Кармен», Ж. Бизе.
- «Паяцы», Р. Леонкавалло.
- «Пиковая дама», П. И. Чайковский.
- «Русалка», А. С. Даргомыжский.
- «Сорочинская ярмарка», М. П. Мусоргский.
- «Травиата», Д. Верди.
- «Фауст», Ш. Ф. Гуно.
- «Царская невеста», Н. А. Римский-Корсаков.
- «Чио-Чио-Сан», Д. Пуччини.

### Балеты
- «Жизель», А. Адан.
- «Каменный цветок», С. С. Прокофьев.
- «Спящая красавица», П. И. Чайковский.
- «Щелкунчик», П. И. Чайковский.

### Оперетты
- «Вольный ветер», И. О. Дунаевский.
- «Корневильские колокола», Р. Планкет.
- «Принцесса цирка», И. Кальман.
- «Сильва», И. Кальман.